# Sennwald
Sennwald é uma comuna da Suíça, no Cantão São Galo, com cerca de 4.676 habitantes. Estende-se por uma área de 41,53 km², de densidade populacional de 113 hab/km². Confina com as seguintes comunas: Altstätten, Buchs, Eschen (LI), Gamprin (LI), Gams, Ruggell (LI), Rüte (AI), Wildhaus.
A língua oficial nesta comuna é o Alemão.